# Shahrestān di Darmian
Lo shahrestān di Darmian (farsi شهرستان درمیان) è uno degli 11 shahrestān del Khorasan meridionale, il capoluogo è Asadiyeh. Lo shahrestān è suddiviso in 3 circoscrizioni (bakhsh): 
- Centrale (بخش مرکزی)
- Qohestan (بخش قهستان)
- Gezik (بخش گزیک)